# Oscar Mammì
Oscar Mammì (Roma, 25 ottobre 1926 – Roma, 10 giugno 2017) è stato un politico italiano, esponente del Partito Repubblicano Italiano, Ministro delle poste e delle telecomunicazioni  dal 1987 al 1991. Al suo nome è legata la prima legge organica sull'emittenza radiotelevisiva, comprensiva della disciplina sulla pubblicità, sui "tetti" antitrust e sugli "incroci" con l'editoria tradizionale.

## Biografia
Nato a Roma nel 1926, dopo essersi laureato in scienze economiche, divenne funzionario di banca ed un esponente del Partito repubblicano (PRI), quindi deputato dalla quinta alla decima legislatura e più volte ministro.
Dal 1959 fece parte della direzione nazionale del Partito Repubblicano.
Dal 1962 fu consigliere comunale di Roma, quindi assessore. Come pubblico ufficiale, il 27 giugno 1963 celebrò il matrimonio 'segreto' tra Palma Bucarelli e Paolo Monelli. Fu eletto deputato per il PRI nel 1968, rieletto nel 1972 e nel 1976.
Nella VI legislatura venne incaricato Presidente della commissione interni. Fu rieletto nel 1979 e riconfermato Presidente della commissione interni. Quindi fu eletto presidente del gruppo parlamentare repubblicano.
Fu rieletto nuovamente deputato nel 1983, nel 1987, nel 1992. Fu incaricato Sottosegretario all'industria nel terzo governo Rumor e nel governo Colombo.
Successivamente, Mammì fu ministro per i Rapporti con il Parlamento nel primo e nel secondo governo Craxi; quindi fu ministro delle Poste nei governi Goria, De Mita e Andreotti VI.
Porta il suo nome la legge del 1990 che regolamentò per la prima volta il sistema radiotelevisivo italiano.

## Incarichi al Comune di Roma
| Carica                | Inizio carica    | Fine carica      | Note  |
| --------------------- | ---------------- | ---------------- | ----- |
| 1 Consigliere         | 12 luglio 1962   | 27 aprile 1966   | [ 4 ] |
| 2 Assessore effettivo | 17 luglio 1962   | 1º agosto 1966   | [ 4 ] |
| 3 Consigliere         | 28 luglio 1966   | 28 aprile 1971   | [ 4 ] |
| 4 Assessore effettivo | 1º agosto 1966   | 6 maggio 1969    | [ 4 ] |
| 5 Consigliere         | 28 giugno 1971   | 12 ottobre 1971  | [ 4 ] |
| 6 Consigliere         | 3 luglio 1976    | 6 maggio 1981    | [ 4 ] |
| 7 Consigliere         | 10 luglio 1981   | 19 febbraio 1982 | [ 4 ] |
| 8 Consigliere         | 5 giugno 1985    | 16 dicembre 1986 | [ 4 ] |
| 9 Consigliere         | 18 novembre 1989 | 20 aprile 1993   | [ 4 ] |
| 10 Assessore          | 4 aprile 1993    | 7 aprile 1993    | [ 4 ] |

## Controversie
Nel 1993 la procura di Roma aprì il lungo filone di indagini sulla cosiddetta Tangentopoli del ministero delle Poste: il 21 maggio dello stesso anno l'ex ministro delle Poste Mammì ricevette un avviso di garanzia per ricettazione e violazione della legge sul finanziamento ai partiti.
Nel giugno del 1997, il sequestro preventivo disposto dal GIP Guglielmo Muntoni, nei confronti dell'Olivetti di Carlo De Benedetti, fermò il Pubblico ministero Maria Cordova che aveva chiesto precedentemente il rinvio a giudizio, oltre che per l'ex presidente dell'Olivetti, anche per altre 86 persone, tra cui, l'ex segretario del Partito repubblicano, Giorgio La Malfa, l'ex ministro Mammì, l'ex segretario del Psi Bettino Craxi, l'ex ministro democristiano Paolo Cirino Pomicino, nonché per alti funzionari del ministero delle poste e imprenditori.
Un anno dopo (1998), in un'ordinanza di dieci pagine, il gip del tribunale di Roma, Guglielmo Muntoni, rinvierà al Tribunale dei ministri il compito di dover giudicare gli ex ministri Mammì e Vizzini sulla vicenda.
La controversia si concluderà con il proscioglimento nel 2000: il Tribunale dei ministri valutò la parte relativa ai ministri delle poste e telecomunicazioni, in carica negli anni in cui erano state fatte le forniture di macchinari e software sotto accusa, ritenendo di non dover procedere nei confronti di Oscar Mammì e Carlo Vizzini. E nel 2005 la revoca, per errore di fatto, nella parte in cui si condannava il consulente del ministro, Davide Giacalone, al risarcimento del danno arrecato alle Poste italiane.

## Curiosità
Fu il suocero del noto autore televisivo e critico cinematografico Marco Giusti, marito della figlia Alessandra, pure lei critico cinematografico del settimanale l'Espresso.
Nel 2005 ha interpretato il ruolo dell'Innominato nella fiction televisiva Walter e Giada, ispirata al romanzo I promessi sposi, prodotta dalla Endemol e trasmessa da Rai 3. Mammì si è espresso positivamente sull'insolita esperienza: "Mi sono molto divertito. Nella vita ho fatto il bancario, il deputato, il ministro, ora voglio fare l'attore".

## Scritti
Libri
- Fra governo e parlamento; intervista di Davide Giacalone; prefazione di Giovanni Spadolini; introduzione di Stefano Passigli, Firenze, Passigli, 1987. ISBN 88-368-0106-4
- Il popolo romano e la Repubblica del 1849, Roma, Le città, 1989.
- Nel mio piccolo: 99 aforismi, Firenze, Passigli, 1990. ISBN 88-368-0198-6
- Tornare alla politica; prefazione di Antonio Maccanico, Firenze, Passigli, 1992.
- Dello scopone, ovvero Il gioco della politica, Milano, Mursia, 2000. ISBN 88-425-2738-6

Prefazioni, introduzioni
- Davide Giacalone, La guerra delle antenne, Milano, Sperling & Kupfer, 1992. ISBN 88-200-1269-3
- Benito Bogliari, Come utilizzare i servizi postali: manuale pratico per imprese e privati, Milano, Il sole-24 ore, 1990. ISBN 88-7187-053-0
- Alfonso Contaldo e Teresa Maria Mazzatosta, La regola e la frontiera: la televisione degli anni Novanta, Roma, Bonacci, 1993. ISBN 88-7573-255-8
- Assunta Maria Sansone, La casina del Curato o di Raffaello, Roma, Edizioni del Circolo della Pipa, 1997.